# 陳家私菜
陳家私菜（ちんかしさい）は、有限会社チンズコーポレーションが運営する、中国大使館指定の中華料理専門店である。

## 特徴
日本で初めて刀削麺を提供するなど、日本文化に中華料理を広める一端を担っている部分もある。また石焼麻婆豆腐を開発した老舗でもある。その他様々なメニューを定期的に開発し、人気メニューはそのままお店の看板メニューとなることが多い。

## 店舗
現在、店舗は東京都内に7店舗を構えている。赤坂、有楽町、秋葉原、五反田、新宿、渋谷、などである。
- 赤坂一号店（湧の台所）: 〒107-0052 東京都港区赤坂3丁目19-8 赤坂 ウェストビルB1
- 赤坂二号店（ミスタｰチンズダイニング）: 〒107-0052 東京都港区赤坂3丁目12-1 フロレンス赤坂ビルB1
- 渋谷店: 〒150-0041 東京都渋谷区神南1丁目16-3 ブルーヴァールビルB1
- 五反田店: 〒141-0031 東京都品川区西五反田2丁目26 西五反田2-26-2 桔梗ハイツ2F
- 新宿店: 〒151-0053 東京都渋谷区代々木2丁目15-9 加瀬ビル
- 秋葉原店: 〒101-0024 東京都千代田区神田和泉町1-1-12 ミツバビルB1
- 有楽町店: 〒100-0005 東京都千代田区丸の内3丁目1-1 国際ビルB1